# كمبرلي-كلارك
كمبرلي-كلارك (بالإنجليزية: Kimberly-Clark)‏، و (الرمز في بورصة نيويورك: KMB BMV: Kimber)، يقع مقر الشركة في تكساس.
شركة كيمبرلي-كلارك هي شركة أمريكية متعددة الجنسيات للعناية الشخصية تنتج معظم المنتجات الاستهلاكية الورقية. تقوم الشركة بتصنيع المنتجات الورقية الصحية والأدوات الجراحية والطبية. تشمل المنتجات التي تحمل اسم العلامة التجارية كيمبرلي-كلارك مناديل الوجه كلينيكس، ومنتجات النظافة النسائية كوتكس، وقطونيل، وورق التواليت Scott وAndrex، ومناديل Wypall، ومناديل التنظيف العلمية KimWipes وحفاضات هيجز ومناديل الأطفال.
تأسست في نينا، ويسكونسن، في عام 1872 ومقرها في قسم لاس كوليناس في إيرفينغ، تكساس منذ عام 1985، قامت الشركة بتشغيل مصانع الورق الخاصة بها حول العالم لعقود من الزمن، لكنها أغلقت آخرها في عام 2012. تجاوزت الإيرادات السنوية الأخيرة 18 مليار دولار، وبذلك أُدرجت كيمبرلي-كلارك بانتظام ضمن قائمة فورتشين 500.
في مارس 2020، كان لدى الشركة ما يقرب من 40 ألف موظف.

## تاريخ
تأسست شركة كيمبرلي-كلارك وشركاه في عام 1872 على يد جون أ. كيمبرلي، وهافيله بابكوك، وتشارلز ب.كلارك، وفرانكلين سي شاتوك في نيناه، ويسكونسن، برأس مال قدره 42000 دولار (ما يعادل 896.350 دولارًا أمريكيًا في عام 2019).
كان أول عمل للمجموعة هو تشغيل مصانع الورق، وتوسعت المجموعة على مدار العقود التالية. في عام 1888، واجهت الشركة الوليدة انتكاسة كبيرة عندما احترق مصنع الورق الخشبي «أطلس» في عام 1888، ولكن من خلال جهد مكثف من قبل العمال والإدارة، في غضون خمسة أشهر أعيد بناء المصنع وبدأ الإنتاج بقدرة أكبر. في نفس العام، بدأت الشركة في التوسع السريع، حيث اشترت أرضًا في بلدة كانت تُعرف آنذاك باسم The Cedars لمصنع لباب خشب أرضي جديد صممه مهندسو مصانع الورق البارزون D.H & A.B Tower. في عام 1889، تم تغيير اسم المدينة إلى كيمبرلي على اسم جون أ. كيمبرلي. وستتعاقد الشركة أيضًا مع الشركة لتوسيع مجمعها الضخم لباب الكبريتيت في أبليتون، ويسكونسن، مما سمح لها بأن تصبح أول شركة في غرب بنسلفانيا تتبنى عملية التصنيع المحسنة هذه. طورت الشركة قطن التشيلو في عام 1914، وهو بديل للقطن استخدمه الجيش الأمريكي كقطن جراحي خلال الحرب العالمية الأولى. استخدمت ممرضات الجيش الفوط القطنية التشيلو كمناديل صحية يمكن التخلص منها، وبعد ست سنوات قدمت الشركة Kotex، أول منتج للنظافة النسائية يمكن التخلص منه. كلينكس، وهو منديل يستخدم لمرة واحدة، تبعه في عام 1924. انضمت كيمبرلي وكلارك إلى شركة نيويورك تايمز في عام 1926 لبناء مطحنة ورق الصحف في كابوسكاسينج، أونتاريو، كندا. بعد ذلك بعامين، أصبحت الشركة عامة باسم كيمبرلي-كلارك .
توسعت الشركة دوليًا خلال الخمسينيات من القرن الماضي، حيث افتتحت مصانع في المكسيك وألمانيا الغربية والمملكة المتحدة. بدأت عملياتها في 17 موقعًا أجنبيًا آخر في الستينيات. على الرغم من أن منتجاتها لا تزال تنتج في نينة. تحت قيادة داروين سميث كرئيس تنفيذي من 1971 إلى 1991، تحولت الشركة من شركة ورق أعمال إلى شركة للمنتجات الورقية الاستهلاكية.

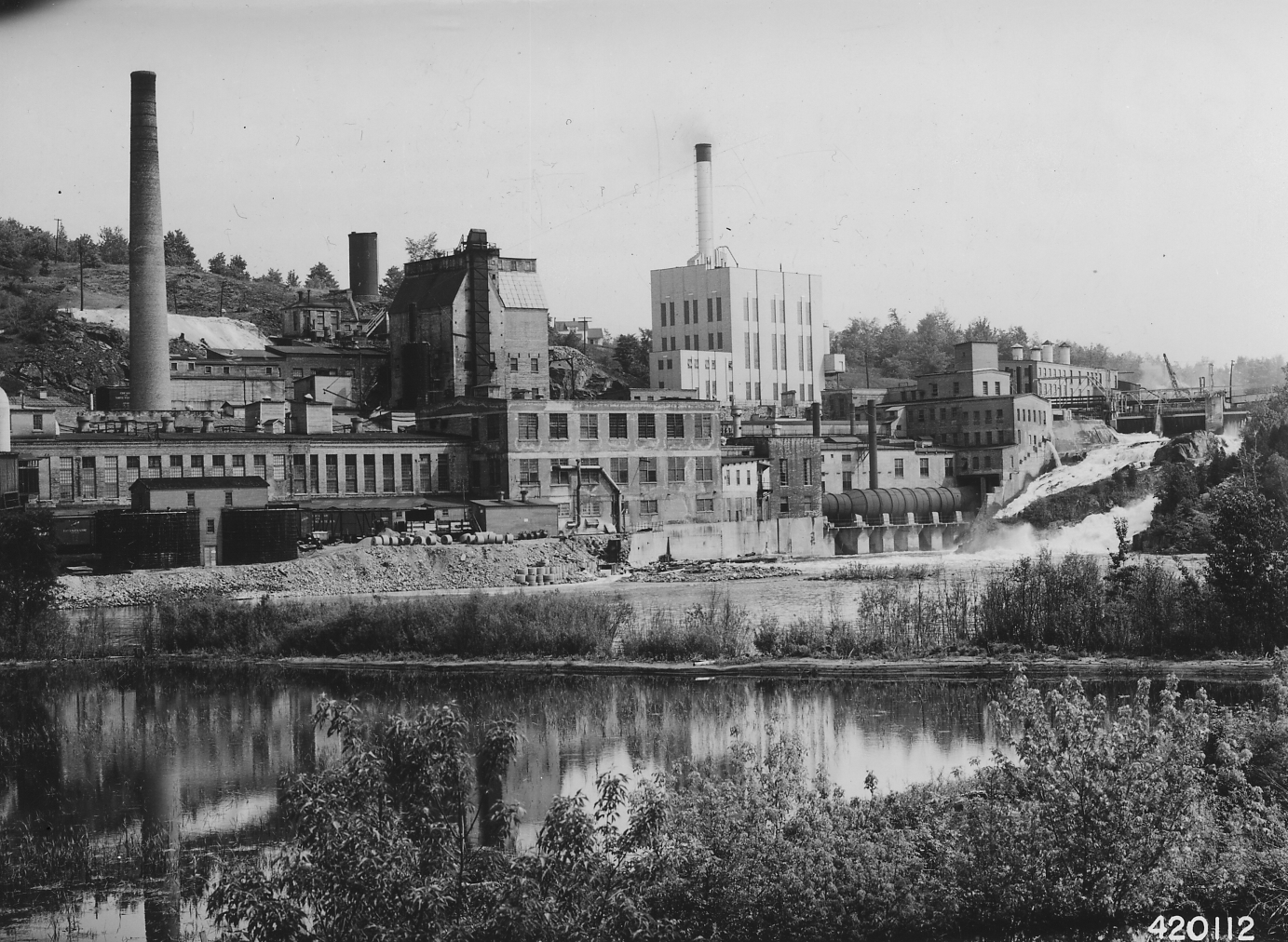
مصنع الورق كيمبرلي كلارك في نياجرا، ويسكونسن، 1942

في عام 1991، باعت كيمبرلي-كلارك وThe New York Times Company مصنع الورق المملوك لهما بشكل مشترك في Kapuskasing، أونتاريو. دخلت كيمبرلي-كلارك مشروعًا مشتركًا مع Descartables Argentinos SA ومقرها بوينس آيرس لإنتاج منتجات العناية الشخصية في الأرجنتين في عام 1994 واشترت أيضًا وحدة النظافة النسائية في VP-Schickedanz (ألمانيا) مقابل 123 مليون دولار و90 ٪ من أسهم شركة Handan Comfort and Beauty Group (الصين). اشترت كيمبرلي كلارك شركة Scott Paper في عام 1995 مقابل 9.4 مليار دولار. في عام 1997، باعت كيمبرلي-كلارك حصتها البالغة 50٪ في Scott Paper الكندية إلى شركة منتجات الغابات Kruger Inc. واشتروا عمليات حفاضات في إسبانيا والبرتغال وصانع الأقنعة الجراحية التي تستخدم لمرة واحدة Tecnol Medical Products. عززت الشركة وجودها في ألمانيا وسويسرا والنمسا عام 1999، حيث دفعت 365 مليون دولار لأعمال الأنسجة لشركة Attisholz Holding السويسرية. لتوسيع عروضها من المنتجات الطبية، اشترت الشركة Ballard Medical Products في عام 1999 مقابل 774 مليون دولار وصانع قفازات الفحص Safeskin في عام 2000 مقابل 800 مليون دولار تقريبًا.
في عام 2000 أيضًا، اشترت الشركة تقريبًا جميع شركة S-K التايوانية؛ جعلت هذه الخطوة كيمبرلي-كلارك واحدة من أكبر الشركات المصنعة للبضائع المعبأة في تايوان. اشترت الشركة فيما بعد شركة Taiwan Scott Paper Corporation مقابل 40 مليون دولار ودمجت الشركتين، لتشكل كيمبرلي-كلارك Taiwan. في عام 2001، اشترت كيمبرلي-كلارك شركة تصنيع الحفاضات الإيطالية Linostar وأعلنت أنها ستغلق أربعة مصانع في أمريكا اللاتينية.
في عام 2002، اشترت كيمبرلي-كلارك حصة Amcor المنافسة لتغليف الورق في مشروع مشترك أسترالي. في عام 2003، أضافت كيمبرلي-كلارك إلى أعمالها التجارية العالمية في مجال الأنسجة الاستهلاكية من خلال الاستحواذ على صانع الأنسجة البولندي Klucze.
في أوائل عام 2004، بدأ رئيس مجلس الإدارة والرئيس التنفيذي توماس فولك تنفيذ خطة عمل عالمية قامت الشركة بتفصيلها في يوليو 2003. جمعت الشركة بين مجموعاتها في أمريكا الشمالية وأوروبا للعناية الشخصية والأنسجة الاستهلاكية ضمن مجموعات شمال الأطلسي. في عام 2019، استقال الرئيس التنفيذي توماس فولك من منصبه لكنه استمر كرئيس لمجلس إدارة الشركة. أصبح COO Michael D. Hsu الرئيس التنفيذي بعد تقاعد فولك.
في أبريل 2020، ذكرت صحيفة فاينانشيال تايمز أن شراء الذعر خلال جائحة COVID-19 أدى إلى زيادة بنسبة 13 في المائة في مبيعات مناديل كيمبرلي كلارك الاستهلاكية في الربع الأول من عام 2020 مقارنة بالعام السابق.

## الملكية
يمتلك مستثمرون مؤسسيون (Vanguard Group وBlackRock وState Street Corporation وغيرها) أسهم كيمبرلي كلارك.
تشمل الشركات التابعة لها كيمبرلي-كلارك Professional.

## العلاقة مع ميدويست ايرلاينز
يمكن إرجاع أصل شركة ميدويست ايرلاينز خطوط ميدويست الجوية إلى عام 1948، عندما افتتحت كيمبرلي-كلارك قسم رحلات الشركة وبدأت في توفير النقل الجوي للمديرين التنفيذيين والمهندسين في الشركة بين مقر الشركة في Neenah ومصانع الورق.
في عام 1969، ولدت شركة طيران كيه سي من العمليات الجوية للشركة، وخصصت لصيانة طائرات الشركات. في عام 1982، بدأت طيران كيه سي رحلات مكوكية لموظفي كيمبرلي كلارك بين أبليتون وممفيس وأتلانتا. مع هذه التجربة، وبالنظر إلى قانون تحرير شركات الطيران لعام 1978، شكلت كيمبرلي كلارك وطيران كيه سي شركة طيران ركاب مجدولة بانتظام، Midwest Express Airlines، والتي بدأت في 11 يونيو 1984. تم اختصار اسم شركة الطيران إلى خطوط ميدويست الجوية في 2003.
انسحبت طيران كيه سي من شركة الطيران في عام 1996. وبعد ذلك بعامين، اشترت شركة Gulfstream Aerospace شركة طيران كيه سي من كيمبرلي-كلارك مقابل 250 مليون دولار، والتي شملت عملياتها في مطارات في دالاس وأبليتون وويستفيلد، ماساتشوستس.

## السجل البيئي

### التحطيب

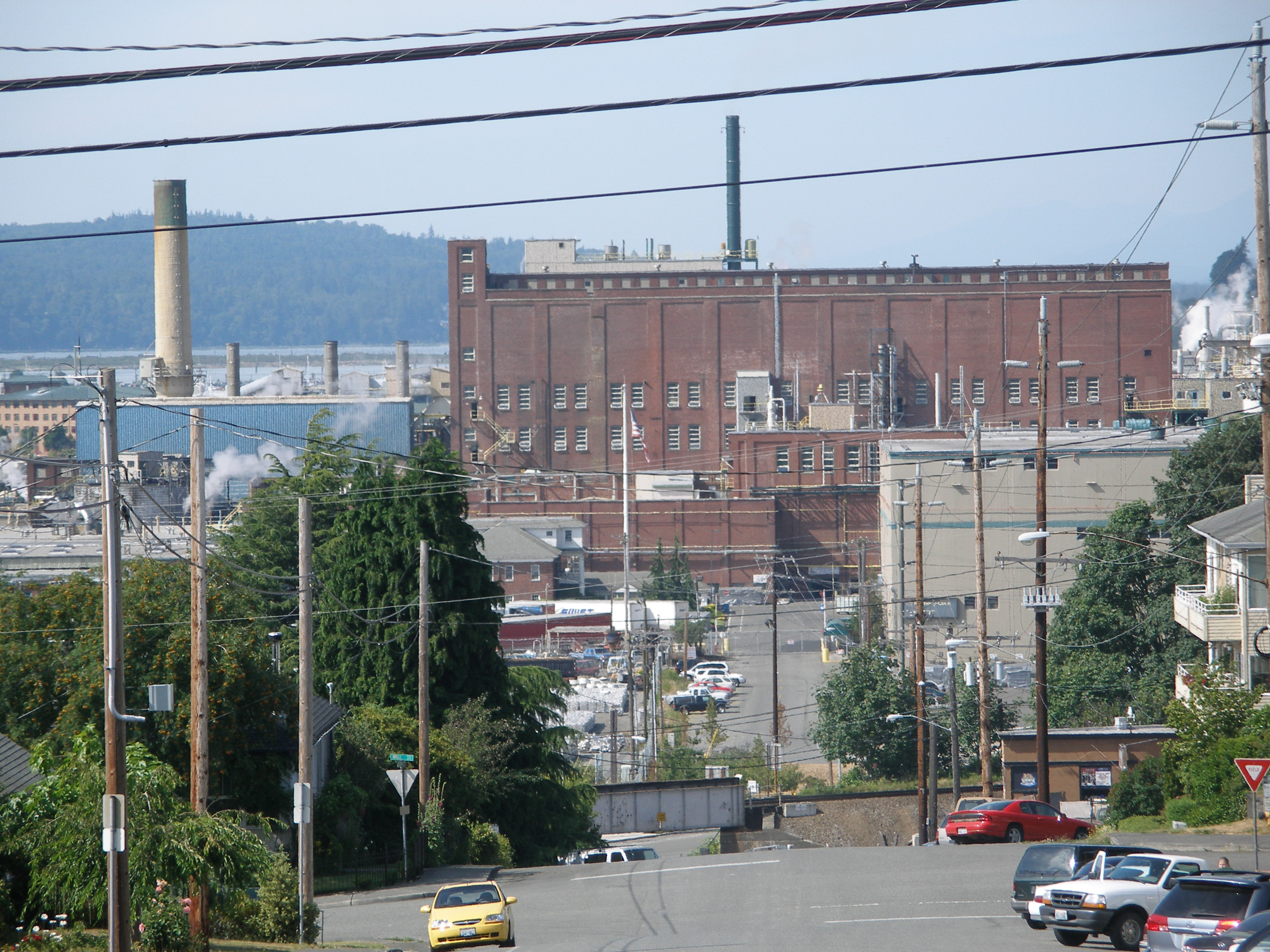
مصنع الورق كيمبرلي كلارك المدمر الآن على الواجهة البحرية في إيفريت بواشنطن.

في عام 2005، أطلقت حركة السلام الأخضر منظمة السلام الأخضر حملة كلير كات ضد كيمبرلي-كلارك لأن الشركة كانت مرتبطة بقطع الأشجار في الغابات الشمالية القديمة. اتهمت المنظمة البيئية كيمبرلي كلارك باستخدام أكثر من ثلاثة ملايين طن من اللب سنويًا من الغابات لإنتاج منتجات المناديل الورقية، مثل ماركة كلينكس . قادت منظمة السلام الأخضر حملة ناشطة طلابية واسعة النطاق تستهدف كيمبرلي كلارك بسبب حصولها على 22٪ من لب الورق من الغابات الشمالية الكندية التي تحتوي على أشجار عمرها 200 عام.
أنهت حركة السلام الأخضر منظمة السلام الأخضر حملتها في أغسطس 2009 بعد إصدار كيمبرلي كلارك سياسة بيئية جديدة. وافقت الشركة على زيادة استخدامها للألياف المعاد تدويرها، واستخدام الخشب المعتمد من قبل مجلس رعاية الغابات فقط، والتوقف عن شراء اللب من غابات كينوجامي Kenogami وأوغوكي Ogoki. أعلنت المنظمتان أنهما تنتقلان «بعيدًا عن الصراع إلى علاقة تعاونية جديدة لزيادة تعزيز الحفاظ على الغابات، والإدارة المسؤولة للغابات forest management، واستخدام الألياف المعاد تدويرها لتصنيع منتجات الأنسجة.»
تهدف كيمبرلي-كلارك إلى شراء 100٪ من ألياف الخشب من الموردين الذين حصلوا على شهادة الاستدامة المستقلة، مع تفضيل الألياف المعتمدة من مجلس رعاية الغابات Forest Stewardship Council اختصارا (FSC). صرحت كيمبرلي كلارك أنه بحلول نهاية عام 2010، حققت 98٪ من هذا الهدف.
اعتبارًا من عام 2015، حصلت معظم منتجات مناديل كيمبرلي كلاركس على شهادة FSC.

### التلوث الكيميائي
بحلول الثمانينيات، كانت هناك منطقة ميتة dead zone لمسافة 12 كيلومترًا في اتجاه المصب لعمليات الشركة في تيراس باي، كندا، ناتجة عن تدفق يومي يبلغ 115 مليون لتر من النفايات السائلة. كما تأثر خليج Jackfish Bay.
في البداية، قاومت الشركة الدعوات لتنظيف أساليب الإنتاج الخاصة بها، وألمحت علنًا في عام 1986 إلى أن إجبار الشركة على التنظيف سيؤدي إلى إغلاقها وفرض تسريح 900 عامل.
ومع ذلك، حققت الشركة أرباحًا في النهاية، وبحلول عام 1989 أنفقت 25 مليون دولار كندي CAD على «بحيرة لإزالة المواد الصلبة العالقة والمواد الكيميائية المدمرة للأكسجين من نفاياتها». في الوقت نفسه، غيرت أيضًا عملية التبييض لوقف إنتاج الديوكسين والسموم الأخرى.

## خطوط الإنتاج الاستهلاكية الرئيسية في الولايات المتحدة

### منتجات العناية الشخصية

#### ديبند
إن ديبند Depend هو اسم تجاري لحفاضات البالغين adult diapers ومنتجات سلس البول الأخرى التي يرتديها كل من الرجال والنساء.

#### غود نايتس
إن غود نايتس GoodNites هي ملابس داخلية ماصة يمكن التخلص منها يتم تسويقها بشكل أساسي للأطفال والمراهقين الذين يعانون من التبول اللاإرادي bedwetting. شعار هيجز غير موجود على العبوة.

#### هجيز
إن هجيز هيجز هي حفاضات يمكن التخلص منها للرضع والأطفال الصغار.

#### بول - اب
إن بول - اب Pull-Ups هو اسم علامة تجارية لبناطيل التدريب training pants للأطفال الصغار، ويتم تسويقه مع ماركة هيجز لمنتجات الأطفال ويحمل شعار هيجز على العبوة.

#### ليتل سويمرس
إن ليتل سويمرس Little Swimmers هي ماركة من حفاضات السباحة swim diaper التي تستخدم لمرة واحدة ومزينة بشعارهيجز.

#### كوتكس
إن كوتكس Kotexهو خط منتجات النظافة الأنثوية feminine hygiene التي تشمل الفوط الصحية pantiliners والفوط pads والسدادات القطنية tampons.

#### بويس
إن Poise هو نوع من الفوط والبطانات لسلس البول عند البالغين incontinence.

### محارم ومناديل

#### كوتونيل
إن كوتونيل قطونيل هو اسم تجاري لمنتجات الاستحمام. تشمل أشكال المنتجات مناديل الحمام الممتازة bath tissue ومنتجات المناديل المبللة القابلة للغسل. في 13 أكتوبر 2020، أصدرت مناديل كوتونيل قطونيل التجارية القابلة للغسل تعرضت لإدعاء بأن المنتجات المصنعة في الفترة من فبراير إلى سبتمبر قد تحتوي على بكتيريا Pluralibacter gergovaie.

#### كلينيكس
إن كلينكس هو الاسم التجاري brand name لورق مناديل الوجه facial tissue. تم صنع العديد من الإصدارات، بما في ذلك «مع المطري، المناديل لدينا هي الأنعم على الإطلاق!» (الجملة في اللغة الإنكليزية هي: "with lotion, our softest ever!") و«المناديل العادية». في السبعينيات من القرن الماضي، مثل عالم نفس الألوان الدكتور كودي سويت Dr. Cody Sweet صناديق كلينكس المصممة حديثًا كمتحدث رسمي باسم وسائل الإعلام الوطنية.

#### سكوت
إن سكوت Scott هي اسم العلامة التجارية للمناديل الورقية paper towels والمناشف الورقية ومناديل الحمام / المناديل المبللة.

#### فيفا
إن فيفا Viva هو اسم تجاري للمناشف الورقية شديدة التحمل.

## خطوط إنتاج المستهلك المكسيكي
يحتوي السوق المكسيكي على معظم المنتجات الأمريكية بالإضافة إلى هذه المنتجات:
- المناديل: كلينكس، بيتالو، سوافيل، دلسي، ليس.
- ورق تواليت: كلينكس، بيتالو، سوافيل، دلسي، فوغ Vogue، ليس.
- الحفاضات: KleenBebe ماركة شبيهة بـ هيجز. الاسم عبارة عن مزيج من "kleen" من كلينيكس (Kleenex) و"bebe" (بالإسبانية لـ "baby").
- الأسواق المهنية والطبية.

## المنتجات المهنية والعالمية الرئيسية

### كيم وايبس
إن كيم وايبس KimWipes هي نوع من مناديل التنظيف التي تستخدم عادة في المختبرات laboratories. وهي مخصصة للتطبيقات التي يكون فيها ترك الوبر أو الألياف على السطح أمرًا غير مرغوب فيه، مثل الشرائح slides والماصات pipettes. تُستخدم أحيانًا لتنظيف العدسات lenses، ولكن استخدامها على العدسات البصرية ذات الطلاءات الخاصة القائمة على الماء والمذيبات قد يتسبب في حدوث عيوب خفيفة، وتوصي الشركة المصنعة باستخدام منديل مصمم خصيصًا للاستخدام مع العدسات المطلية. يتم تصنيع KimWipes من لب الخشب البكر من غابات معتمدة، مع القليل من الإضافات الكيميائية.

### وايب أول
إن وايب أول WypAll هو اسم تجاري لمناشف ومناديل وأقمشة التنظيف. يتم استخدامها في الأماكن الصناعية والمختبرات.

### دراي نايتس
إن دراي نايتس DryNites هي نسخة من غود نايتس GoodNites والتي تباع في أوروبا وأستراليا.

## وصلات خارجية
- الموقع الرسمي